# Torre Hilton València
La Torre Hilton València és un edifici de la ciutat de València situat a l'Avinguda de les Corts Valencianes, davant el Palau de Congressos, és l'edifici més alt de la ciutat actualment. Construït entre 2002 i 2006 amb un cost de 110 milions d'euros, amb 35 pisos, s'enlaira fins als 117 metres.
Fou inaugurat l'any 2006 per la companyia Hilton Hotels & Resorts com a hotel de categoria de cinc estrelles, en 2011, després de vuit mesos buit, la cadena Melià Hotels International va llogar l'edifici per deu anys prorrogables per a gestionar-lo, continuant la qualificació com a hotel de cinc estrelles.
L'edifici ha sigut propietat successivament de diverses companyies.